# Логачёв, Богдан Евгеньевич
Богда́н Евге́ньевич Логачёв (род. 19 марта 2002, Антрацит, Луганская область) — российский футболист, защитник клуба «Барс».

## Карьера

### Клубная
Воспитанник Академии «Краснодара». Несколько лет находился в системе клуба, выступая за третью и вторую команды. Летом 2023 года пополнил ряды «Астрахани». В 2024 году защищал цвета клуба «Машук-КМВ» и тамбовского «Спартака». Зимой 2025 года вместе с рядом российских игроков перешёл в клуб киргизской Премьер-Лиги «Барс». Дебютировал элитном дивизионе 29 марта в матче против «Бишкек Сити» (1:0).

### В сборной
Входил в состав юниорской сборной Россия до 17 лет, в составе которой принимал участие в отборочном турнире и в финальном розыгрыше Чемпионата Европы U17 в Ирландии.